# 6 (число)
6 (шесть) — натуральное число, расположенное между числами 5 и 7.

## Свойства
- Факториал числа 3. ↓2, ↑24
- Квадрат этого числа — 36.
- Куб этого числа — 216.
- Первое совершенное число[1].  ↑28  Единственное натуральное число, являющееся одновременно и совершенным числом, и факториалом[2].
- Третье треугольное число. ↓3, ↑10
- Третье автоморфное число. ↓5, ↑25
- Четвёртое триморфное число. ↓5, ↑9
- Произведение первых двух простых чисел, второе полупростое число ↓4, ↑9 .
- 610 = 1102 = 203 = 124 = 115 = 106 = 67(и более).

## Дополнительные факты
Арабская цифра «6» по начертанию является перевёрнутой арабской цифрой «9». Во избежание путаницы часто число «6» обозначают точкой после неё — «6.».